# Nathaniel Méchaly
Nathaniel Méchaly (* 1972) ist ein französischer Filmkomponist.

## Leben
Méchaly besuchte zunächst das Conservatoire National de Marseille, später das Conservatoire de Paris sowie das Konservatorium von Bologna, wo er Violoncello, Kammermusik und elektroakustische Komposition studierte. Als Filmkomponist trat er erstmals 1996 bei einer Filmdokumentation in Erscheinung. Es folgten Arbeiten für das Fernsehen, unter anderem für Themenabende auf ARTE, sowie für Werbung und Kurzfilme. Seit 2001 ist er auch für Spielfilme tätig, darunter mehrere Produktionen von Luc Besson. Mit dem libanesischen Komponisten Gabriel Yared arbeitete er mehrfach zusammen. Für seine Filmmusik zu 96 Hours wurde er 2009 mit einem BMI Film Music Award ausgezeichnet, 2013 folgte die Auszeichnung für den zweiten Teil. 2014 gewann er einen Hong Kong Film Award. Zudem schreibt er Musik für das Theater und den Modern Dance.

## Filmografie (Auswahl)
- 2003: Der werfe den ersten Stein (Avanim)
- 2005: Revolver
- 2005: Black Box (La Boîte noire)
- 2005: Die Glücksritter vom Roten Meer (Lettres de la mer rouge, Fernsehfilm)
- 2006: In deiner Haut (Si j’étais toi)
- 2007: Die Kammer der toten Kinder (La Chambre des morts)
- 2008: 96 Hours (Taken)
- 2008: Dorothy Mills
- 2009: Du sollst nicht lieben (Einayim Pkuhot)
- 2009: Spielsüchtig (La Tueuse, Fernsehfilm)
- 2010: Le Mac – Doppelt knallt’s besser (Le Mac)
- 2011: Colombiana
- 2012: Le noir (te) vous va si bien
- 2012–2014: Transporter: Die Serie (Transporter: The Series, Fernsehserie)
- 2012: 96 Hours – Taken 2 (Taken 2)
- 2013: The Grandmaster (Yī dài zōngshī)
- 2013: Angélique
- 2013: Der jüdische Kardinal (Le métis de Dieu)
- 2015: 96 Hours – Taken 3 (Taken 3)
- 2016: Shut In
- 2016: Midnight Sun (Midnattssol)
- 2017: Stratton
- 2018: Zeit des Aufbruchs (Le temps des égarés)
- 2018: 13. November: Angriff auf Paris (November 13: Attack on Paris, Mini-Serie, drei Folgen)
- 2019: Feuer und Flamme (Swoon)
- 2020: Schatten der Mörder – Shadowplay (Shadowplay, Fernsehserie)
- 2020: Die Bestie von Bayonne (La promesse, Fernsehmehrteiler)
- 2023: Let Her Kill You